# アルカノイド
『アルカノイド』（Arkanoid）は、タイトーが1986年7月に発売したアーケードゲーム。および、それに始まるシリーズ作の総称。
「ブロックくずし」から10年後に発表され、第二次ブロックくずしブームのきっかけとなった。本記事ではタイトーから発売された続編と、他社より発売された亜流ゲームについても解説する。

## 概要
当時既に古典とされていた「ブロックくずし」に、画面上部を動き回りボールが当たると不規則に反射する敵キャラクターや、パワーアップアイテムなどといった新フィーチャーを導入し新たなゲーム性を提示した。
従来のブロックくずし作品と異なるもう一つの特徴は、パドル（ラケット）の操作に使うパドルコントローラに、従来の可変抵抗を使ったものから光学センサを使ったロータリエンコーダを採用したことである。その特徴とメリットについてはパドルコントローラ#構造を参照。

## アルカノイド
1986年7月に稼働を開始したシリーズ第1作目。本作は一大ブームを巻き起こし、他社から多数のブロックくずしをリメイクしたゲームが発売されるきっかけとなった。本作のオリジナル要素として、破壊できないブロック、耐久力のあるブロック、アイテム、敵キャラクター、最終ボスの導入がある。
1987年には、タイトーアメリカとRomstarから『トーナメントアルカノイド』（Tournament Arkanoid）がリリースされている。これはアルカノイドと同じゲーム内容で、タイトル画面が変更され、各ステージのブロックの配置が一新されて難易度が上がっている。日本国内では未発売で、米国のみで販売された。

### 基本システム
操作はパドルコントローラと1ボタンで、バウス（ラケット）を操作してエナジーボールをはじき返し、破壊可能なスペースウォール（ブロック）をすべて壊せばクリアとなり、次のラウンドに進む。エナジーボールを画面下に落としてしまうとミスとなり、ストックを失う。ストックがなくなるか、全33ラウンドをクリアするとゲームオーバー。最終ラウンド以外は制限なくコンティニューが可能（店舗側の設定により不可能な場合もある）。
バウスは両端に半円状のパーツがついており、その先端には点滅して光るパーツがある。エナジーボールをバウスではじき返すとき、これらのパーツに当てると、中央部に当てたときよりも低い弾道で反射する。また、バウスの左右寄りにエナジーボールに当てると、必ずその方向にはじき返す。
1つの面のプレイに時間をかけすぎると永久パターン防止のため、エナジーボールのスピードが次第に速くなる。
バウスは初期設定で3ストックとなっており、20,000点、60,000点到達で1ストック追加、以降60,000点ごとにエクステンドとなる。

### スペースウォール
破壊することが目的となるブロック。通常のスペースウォールは全6色ある。どの色も1回ボールを当てると破壊でき、色ごとに壊したときの点数が異なる。
ハードウォール（銀色）は耐久力があり、何回かボールを当てることで破壊できる。耐久力はラウンド8までが2回、以後8ラウンドごとに耐久力が1回ずつ増え、5回まで上がる。先のラウンドに進むほど破壊したときの得点が高くなる。アイテムは入っていない。
イモータリティウォール（金色）は破壊できないブロックで、ラウンドクリアに影響しない。

### ハームフル
画面上部の2箇所にハッチがあり、ハームフルと呼ばれる敵が出現する。エナジーボールが当たると破壊されるが、ボールが不規則な方向に跳ね返る。バウスに接触しても影響はなく、ハームフルだけが破壊される。

### アイテム
アイテムは特定の通常のスペースウォールを破壊すると出現する。取ると各1,000点。●印のアイテムは、取得後に別のアイテムを取っても効果はキャンセルされない。
- ●スピードダウン（橙：S）：エナジーボールのスピードが遅くなる。
- キャッチ（黄緑：C）：ボールがバウスに接触したとき、すぐにはじき返さず一時的に接着するようになる。一定時間経過またはボタンを押すことで、ボールを本来の方向にはじき返す。
- ディスラプション（水：D）：エナジーボールが3個に増える。最後の1個以外は画面下に落としてもミスにならない。
- エキスパンド（青：E）：バウスの長さが1.5倍に伸びる。
- レーザー（赤：L）：ボタンを押してバウスがレーザーを撃てるようになる。2連装だが一方のレーザーが当たると両方とも消える。画面上に2連射まで可能。
- ●ブレイク（桃：B）：画面右端に出口が開く。バウスが出口に入ると、10,000点を獲得し次のラウンドに進む。出口が開いた後も、その出口にバウスを入れるまでは現在のラウンドのプレイを続行できる。
- ●プレイヤーエクステンド（灰：P）：バウスのストック数が1増える。

アイテムが出現するブロックの配置は決まっているが、アイテムの種類はランダムである。また、画面上にほかのアイテムが出現している間や、ディスラプションによってエナジーボールが画面上に2個以上ある間はアイテムは出現しない。
アイテムによるバウスの各種パワーアップの効果は次のラウンドには持ち越されず、次の面に進むとバウスは初期状態に戻る。これは以降のシリーズでも同様。

### ストーリー
この話がいつの時代のことかは分からない。母船「アルカノイド」が宇宙空間を航行中、何者かの攻撃を受けて破壊された後、乗組員は宇宙船「バウス」に乗り込み、緊急脱出した。しかし何者かによって作り出された異次元空間に飛ばされ、閉じ込められてしまった…。
スペースウォールの空間を潜り抜けた先に待ち受けていた今回の事件の元凶である「次元要塞Doh（ドゥー）」を死闘の末、破壊すると同時に彼が作り出した異次元空間が消滅し、時間が逆流してバウスと母船ともども無事に存在した状態、つまりDohに母船が攻撃を受ける前の状況に戻り、バウスとアルカノイドは再び宇宙の果てしない旅に出発したのだった…。

### Doh
最終面であるラウンド33に登場する最終ボスで、モアイの姿をした巨大な次元要塞。母船アルカノイドを破壊し、バウスを自ら作り出した異次元空間に閉じ込めた全ての元凶。口から弾（バウスが接触すると破壊されミスとなる）を吐いて攻撃してくる。設定上でDohは「Dominate over hour（ダミネート・オーバー・アワー”時の支配者”）」の略。ボールを16発当てると撃破できる。
Dohの耐久力はミスすると戻り、ボールを1発当てるごとに1,000点が入るため、ハイスコアを狙う場合は、バウスのストックがある限り15発当ててミスをするという行為を繰り返して得点を稼ぐことになる。

### 移植版
アーケード版は縦画面であったが、家庭用では横画面向けに画面構成が再構成されている（続編でも同様、またイーグレットツー ミニ版を除く）。
ファミリーコンピュータ版（タイトー）
1986年12月26日発売。専用のダイヤル式コントローラーが付属していた。
MSX版（タイトー/ニデコ）
1987年1月発売。ボリュームコントローラ付属。
PC-8801mkⅡSR版（タイトー）
1986年12月発売。定価6,800円
ホビーパソコンでも海外ではコモドール64、ZX Spectrumなど数機種で発売された。
サミー777タウン版（サミーネットワークス）
サービス会員向けに2011年7月11日より提供。1プレイ50円の従量課金制。Windowsパソコンで動作し、キーボードまたはマウスでプレイできる。コインの投入やコンティニューの仕様を含めてアーケード版の仕様や画面構成を再現しており、そのような移植版は初となる。
イーグレットツー ミニ版（タイトー）
2022年3月2日 発売。
タイトーから発売されたアーケードゲームを多数収録した「復刻系ゲーム機」の「ゲーム拡張セット」として、当機専用の周辺機器「パドル＆トラックボール」と、対応ソフト10作品を収録したゲームカードがセットになって同時リリースされ、このゲームカードにアルカノイドシリーズのアーケード版が本作を含め3タイトル移植・収録されている。パドルの仕様などについては「イーグレットツー ミニ」のページを参照のこと。
なお、本作と『リベンジ オブ Doh』を当機と一体化している液晶ディスプレイでプレイする場合、ディスプレイを物理的に回転して縦に固定することで、アーケード版と同じ縦画面状態のプレイが可能となる。
アーケード版を再現した買い切りの家庭用移植版は36年目にして初となるが、権利上の理由から、一部のラウンドのブロック配置が、まったく別の新しい配置に変更されている（『リベンジ オブ Doh』も同様）。

### その他
ネームエントリー
スコアが5位以内にランクインしてゲームオーバーになったときのネームエントリーで、名前を「SEX」と入力すると「H.!」に変更される。
タイトルロゴ
Bally Midway（後のミッドウェイ・ゲームズ）社が1982年にリリースしたアーケード・ゲームTRON（同名のSF映画とのタイアップ作品）のロゴに色調やデザインが類似している。
ネーミング
バウスの母船かつゲーム自体のタイトルでもある「アルカノイド」は、ニコチンやモルヒネなどに代表されるアルカロイドを由来とする。この当時のタイトーのゲーム名やキャラクター名には、ダライアス、レイメイズなど、薬品関係、植物学関係の名前をもじった物が多い。
大山のぶ代
『ドラえもん』の声優として知られる大山のぶ代は本作の熱心なプレイヤーとしても有名で、大山の別荘には自身が購入したアーケード版アルカノイドのビデオゲーム筐体が2014年8月20日に「高田馬場ゲーセン ミカド」に引き取られるまで設置されていた。出現したアイテムはすべて獲得するプレイスタイルをとっていて、自己ベストスコアは公式記録全国1位に次ぐ1,200,000点。2006年1月にサイトロン・デジタルコンテンツより発売されたレトロゲームミュージックコレクション「LEGEND OF GAME MUSIC 2 〜PLATINUM BOX〜」の付録DVDでは、大山の1コインクリアプレイ映像とインタビューが特別収録されている。
大山がアルカノイドに出会ったのは1988年（昭和63年）で、空港や駅の待ち時間で暇潰しとして始めたのがきっかけで、それ以降、仕事で地方へ行くとゲームセンターを巡り回った。
白い基板
基板の色は緑色が主流だが、本作のアーケード版の基板は、パターンのコピー防止のために全体が白くなっている。

## アルカノイド リベンジ オブ Doh
1987年6月に稼動した、シリーズ第2作目。採用基板は『エクスターミネーション』や『Dr.トッペル探検隊』と同仕様のセタ設計基板。基板の仕様が前作よりスペックが上がり、前作に比べてトラックパドルの操作角に対するバウスの移動量が増えたため、エナジーボールが左右に振られても手首を無理な角度に捻ることなく対処が可能となり、操作性が向上した。全34ステージ。
本作では、移動する各種ウォールや、一度壊しても一定時間で復活するハードウォールなどが登場する。後者は各面のクリア条件には含まれない。またハームフルも、分裂するものや倒せないものなどバリエーションが増えている。
ラウンド毎に初期状態で破壊可能かつ復活しないスペースウォールを全て破壊またはブレイク取得後、左と右に出口が出現し、脱出した方向によって異なるステージをプレイできる。左右で難易度・得点が異なり、戦略性が増している。ただし、後述の中ボス・ラスボス面などでは左右どちらに行っても同じステージとなる。
なお、通常のクリア方法に加え、エナジーボールがハマってゲームが進まなくなってしまった時のための救済方法として、長時間状況が進展しないと出口が開くようになっている。
アイテムも前作から引き継いだものと追加、変更されたものがある。
前作と概ね同様の効果のアイテム
- スピードダウン（橙：S）
- キャッチ（黄緑：C）
  - 前作と異なりキャッチ取得時バウス上部に数秒スパークのようなアニメーションが発生しアイテムキャッチを表現している。また前作ではバウスにエナジーボールをキャッチしたまま他のアイテムを取得すると即効果が切れて強制リリースされるが、今作ではキャッチしたまま他のアイテムを取得しても強制リリースされず一度だけ効果が残り手動でリリースできるようになった。
- エキスパンド（青：E）
- ブレイク（桃：B）
- プレイヤーエクステンド（灰：P）

前作から変更されたもの
- レーザー（赤：L）：3連射が可能になっている。
- ディスラプション（水：D）：エナジーボールが8個に分裂する（前作は3個）。また、前作ではエナジーボールが2個以上ある状態ではアイテムは一切出なかったが、今作からはこの制限は廃止された。

今作から追加されたもの
- ニューディスラプション（白：N）：エナジーボールが画面上常に3個に保たれる。次のアイテムを取得するかミスするまで3個に分裂し続ける。ディスラプションを取った後、ニューディスラプションを取ると画面上に残った全てのボールに対してニューディスラプションがかかる（常に3の倍数個残っている状態になる）。
- ツイン（紺：T）：バウスが2機に分裂する。2機の間には隙間があるため、その間からエナジーボールが落ちることもある。
- イリュージョン（緑影付き：I）：バウスが移動すると幻影が遅れて動き、その幻影でもボールを打ち返せる。幻影で打ち返すとボーナス得点が入る。最初は10点だが、幻影で連続して打ち返す事によって倍に上がっていき、最大10,240点。
- リダクション（黒小：R）：バウスが縮むかわりに、その間は得点が2倍になる。
- メガボール（紫：M）：エナジーボールがイモータリティウォール（通常壊せない金色のブロック）を含むすべてのウォールを貫通破壊する。ただしハームフルに当たると通常のボールと同様に不規則な方向に跳ね返る。（ニュー）ディスラプションによりエナジーボールが複数個ある場合には、その全てに適用される。
- スペシャル（白橙洩跡で文字無し）：ランダムでいずれかの効能が発動する。
  - エナジーボールが32個に分裂する、または、エナジーボールが画面上常に8個に保たれるようになる。
  - 自動連射レーザー。ボタンを押さなくても勝手に発射される。
  - 敵が16匹になる。
  - 他にも様々な効果がある。

### ストーリー
前作から時が流れ、次元要塞DOHが復活し、巨船XORG（ゾーグ）に巣食う。アルカノイド型巨船・MIXTEC（ミシュティカ）は先制スペースクラフトバウス2をXORGに向けて発進させる。
戦いの過程で途中でバウス2に立ちはだかった敵の頭脳が逃亡するが、実はそれこそが復活したDOHの本体で、これを倒す事でXORGごと爆破してバウス2はミシュティカに帰還する。

### 中ボス
17ラウンドは中ボス面で、ハームフルを吐き出してくる中ボスに対して256回エナジーボールを当てるか、その吐き出し口からエナジーボールを打ち込むと倒せる。倒すと内部の頭脳が逃亡する。
最終ラウンドではオープニング同様DOHと戦うが倒すと先ほどの頭脳が、中から登場してラスボスとして立ちはだかり、ボールを当てると弾となって落下してくる5つの触手で攻撃する。本体が弱点。

### 移植版
X68000版（SPS/シャープ）
1988年2月発売。画面モードは横画面のみでアーケード版をそのまま橫に引き延ばしたような横長なレイアウトで移植された。
ファミリーコンピュータ版（タイトー）
1988年3月8日に「アルカノイドII」として発売。リニューアルされた専用コントローラーも同梱されていた。ゲーム冒頭にDoHが現れ、ボールを7発当てることでアーケード版のオープニングデモと「Revenge of DoH」のタイトル画面が表示される演出が追加されている。アーケード版を移植したモードの他に、対戦モードやエディットモードが追加されている。エディットしたステージはデータレコーダを用いたセーブも可能だが多少時間がかかる。
尚、本作に同梱の専用コントローラーには前作のIのコントローラを繋げることが可能で、対戦モード時には1Pと2Pそれぞれコントローラーを使用して対戦が可能。また後発のタイトーチェイスH.Q.にも密かに対応していた。
説明書や当時のゲーム雑誌などでは、本作のエディットモードを使用したステージ作成コンテストの開催が告知されていたが、結果発表などの続報は確認されておらず、賞品とされる特別カセット「ウラナイドII」の実物も確認されていない。
MSX2版（タイトー/ニデコ）
1988年1月発売。ファミリーコンピュータ版と同様対戦モードがある。MSX2のグラフィックを性能を活かし画面が綺麗になっているがフレームレートが低い。ボリュームコントローラ付属。
イーグレットツー ミニ版（タイトー）
2022年3月2日 発売。詳細は「アルカノイド#移植版」の節を参照。なお、『アルカノイド』と同様に、一部ラウンドのブロック配置が、まったく別の新しい配置に変更されている。

### 評価
FC版はファミコン通信クロスレビューでは7、7、7、6の27点。レビュアーは前作よりギミックやアイテムが増え遊び甲斐がある、ボールのキープ時間が心持ち増えた感じがする、今までのようなブロック面だけでなくドロドロした面やエディットもあり魅力十分、一方で新要素はあるがゲームとしては一直線上で敵の動きがおざなりになっている、VSモードの面はもっと多くできたのではないか、最初の面について簡単すぎてデモにした方がよかったのではとする者とあれをクリアしないと本来のアルカノイドが始まらないのはニクイ演出だとする者で分かれた。
ライターの鴫原盛之は、ゲーム文化保存研究所に寄せた記事の中で、リダクションについて、獲得したことで自機が縮むためボールを撃ち返すのが難しくなるが、ブロックや敵を倒したときの点数が倍増するという点から、「ハイリスク・ハイリターン」の演出として面白い、と評価している

## アルカノイドリターンズ
1997年3月に稼働を開始した、アーケード版のシリーズ第3作目。主な特徴は下記の通り。
- 画面構成が縦画面（3:4）から、横画面（4:3）に変更。
  - ただし画面左右はスコアや残機の表示領域となっており、プレイするフィールドは前作までと同様に縦長である。
- 全50ステージ。
- 2人同時プレイ可能になった。奇数面は1Pが、偶数面は2Pが上段となり、もう片方のプレイヤーは下段に配置される。どちらかがプレイしている間はいつでも途中参加可能。

- クレジット投入、ラウンドスタート、ゲームオーバーとは別のBGMとして、プレイ中のBGMが追加された。作曲は渡部恭久。

### ストーリー
またもや宇宙の中に独自の異次元空間を作り出したDOHをバウスが倒しに行くのが目的。最終ラウンドでDOHを倒すと大爆発と共にバウスは元の宇宙空間に戻り、帰還するのだった。

### 当作からの追加・変更アイテム
- サンダー：バウスの両端から左右の壁までプラズマが発生し、ボールをバウスで受け損なっても1回だけプラズマで弾き返せる。ただし、バウスが受けた位置によってはバウスではなくプラズマで受けたと判定・消費されることもある。
- ギガンティック：一定時間ボールが巨大化する。その分当たり判定が大きく、一度に多数のブロックを破壊できる。
- レーザー+：レーザーを2つ取ると、溜め打ちで波動砲が打てる。
- ディスラプション：このアイテムでエナジーボールが複数個に増えた状態で他のアイテムを取ると、一番上以外のエナジーボールが消滅して1個に戻る。
- エキスパンド：取得した状態で更に取ると、バウスが更に伸びる。取得2個目は通常時比約2倍の長さとなる。
- メガボール：イモータリティウォールを破壊できなくなった。

### 移植版
プレイステーション版（タイトー）
1997年8月7日にプレイステーションに移植。先にナムコより発売されていたプレイステーション用ボリュームコントローラに対応。
アーケードモードの他、エクストラモード、エディットモードなど家庭用独自のモードの追加。オープニングBGMはアーケード版とは異なる。
2008年7月23日に、ゲームアーカイブスでPSP・PS3向けにプレイステーション版のダウンロード販売が開始された。
イーグレットツー ミニ版（タイトー）
2022年3月2日発売。詳細は「アルカノイド#移植版」の節を参照。

### 各得点
ノーマルブロック
- 白…50点
- オレンジ…60点
- 水…70点
- 緑…80点
- 赤…90点
- 青…100点
- ピンク…110点
- 黄…120点

ハード・イモータリティーブロック
- 銀…耐久性×100点
- 金…×

その他
- アイテム…1000点

### 敵
ノーマルな敵はアルカノイドDoh it Againと同様の敵が出現する。なお最終ボスのDOHはデザインと攻撃方法が一新されている。
クローラー改(仮称)
移植版のアレンジモードのみに出現。33面、66面、99面に登場し攻撃方法と色がそれぞれ異なる。形状は前作の中ボスであるクローラーを小型化した姿。

## アルカノイド Doh It Again
『アルカノイド Doh It Again』は、1997年1月15日に発売されたスーパーファミコン用ソフトである。 2004年より、「アルカノイドDX Doh It Again」として、各携帯電話向けにもリリースされている。ステージが異なるバージョンが次々とリリースされている。

### ストーリー
セルレ大佐を中心とした人類の生き残りは、自分たちの住む星を探して何年もの間、宇宙空間をさまよっていたが、新しい星を見つける度に、いつもDOHの妨害を受けていた。 今回もまた新たに、惑星探知機が地球に似た星を発見した。 そこで、セルレ大佐は探索船バウスを発進させたが、 そこにもDOHの魔の手が伸びていた。 求める惑星を手に入れるためには、数々のスペースウォール（各面の事）を 破壊して行かねばらなく、突破しても求めたはずの星自体がDOHの復讐心によって作り出した幻だった。
3回目にして遂に真のDOHを完全に消滅させる事に成功し、探査船バウスは星の地上に降り立ち中にいた乗組員たちも外の様子を確認した。本船も上空に到着して求めていた水と緑の豊かな惑星を手に入れる事が出来た。人類たちは、これを記念して「かつての過ちを決して繰り返さない。人と環境は共に共存する」と新たな星に対して誓う。

### 通常の敵
今回の敵はアルカノイドリターンズにも引き続き登場する。
スランダー
アルカノイドI・IIに登場したお馴染みの三角錐のようなキャラ。ゆっくりの近づいてくるのみで、これといって特殊な能力がない。
フォーゴット改
アルカノイドI・IIに登場した3つの球体が合体したようなキャラのバージョンアップ版。エナジーボールがヒットすると3つに分裂する。分裂したフォーゴットは、スペースウォールを破壊する能力を持っている。
オポポ改
アルカイノドI・IIに登場した赤い立方体状のキャラのバージョンアップ版。一定時間経過するとノーマルスペースウォールに変形し、ラウンドクリアまで元の姿に戻ることはない。
クラッカー
今回初登場。緑色の土星のような姿。一定距離移動して停止を繰り返す。破壊すると一定区域に爆風が広がり、スペースウォールが範囲内に入っていた場合、ウォールにダメージを与えることができる。
アブソーバー
こちらも初登場。半透明クラゲのような体をしていて、エナジーボールがヒットすると、ボールを体の中に取り込んでしまい、そのまま消滅、再びランダムな所に現れて、ボールをリリースする。メガボールか、レーザー関係によってのみ破壊が可能。
リペル
同じく初登場で青い数字の8の字型をしている。移動中、時折体の周りに電磁波を出す。この間エナジーボールがヒットするとボールの軌跡を曲げてしまう。電磁波を発生していない時はエナジーボールで破壊可能。また、いかなる状態の時でもレーザー関係やメガボールで破壊可能。

### 中ボス
ぞろ目の面に登場する。
クローラー
11・44・77面で登場。黄色い球体を蛇状につないだ姿をしている。通常は画面上部を移動しながらバウスに球を発射してくる。時折、動きを止めた後バウスに突っ込んで外に消えた後、再び上部より現れる。全身が弱点。
DOH
22・55・88面で登場。前作までと異なり口から4体の破壊可能な小さな分身を放出してからフォーメーションを組んで一斉にレーザーを発射する。ある程度ダメージを与えると顔が反転して両目からレーザーをX状に発射してくる。全身が弱点。
DOHの最終形態
33・66・99面で登場。DOHが負のエネルギーにより自己進化した究極の形態。頭部は小さくなり上半身と両腕が追加された。最初は両腕を使ったパンチでバウスを攻撃する。また画面自体を上下反転させて操作を逆向きにしてしまう。腕破壊後は口からのレーザーで攻撃。最初は腕、その後は全身が弱点。

## アルカノイドDS
2007年12月6日発売。新作と過去の作品に登場したステージを織り交ぜ、全140ステージ（+45ラウンド）が収録されている。基本的な操作はそのままに、世界観はほぼ新しく構築し直されている。ハームフルも出てこない。タイトルのロゴは新しく作り直され、ハードの画面構成に合わせて、ブロックの形も従来の長方形から正方形の形状に変更された。本体のGBAカートリッジスロットに差し込んで使用する「パドルコントローラDS」（パドルコントローラ）が周辺機器として同時発売された。
BGMはZUNTATAを始めとしたゲームミュージックコンポーザが務めた。また、発売記念イベントでは大山のぶ代がゲストとして招かれ、その腕前を披露した。

### ゲームモード
ゲームモードは以下の通り。
- クリアーゲーム
- クエストモード
- VS COM対戦
- 通信対戦

### 追加されたアイテム
- バリア（緑の「B」）：バリアの耐久力が1増える。
- バニッシュ（白の「V」）：このアイテムを取った後にエナジーボールが当たったブロックと同色のブロックの耐久力が「-1」になる。
- ワープ（金色の「W」）：取った瞬間、強制的にラウンドクリアとなる。

以下のアイテムは廃止された。しかしブレイク、プレイヤーエクステンド、サンダーはアルカノイド プラスに登場している。
- ブレイク
- プレイヤーエクステンド
- ツイン
- ニューディスラプション
- イリュージョン
- サンダー
- ギガンティック（メガボール）

### 各得点
※「（　）」は、アイテムのリダクション(R)を取った後の場合。
ノーマルブロック
- 白…50点（100点）
- オレンジ…60点（120点）
- 水…70点（140点）
- 緑…80点（160点）
- 赤…90点（180点）
- 青…100点（200点）
- ピンク…110点（220点）
- 黄…120点（240点）

ハード・イモータリティーブロック
- 銀…耐久性×100点（耐久性×200点、耐久性が2）
- 金…×（破壊不能）

その他
- アイテム…1,000点（2,000点）

### ウラノイド
スタート画面で、クリアゲームのゾーンV・W・X・Y・Z・V'・Z'をクリアすると聞ける“謎のコマンド”を入力すると、メニューに登場する隠しラウンド（全45ラウンド）。クリアゲームのゾーン名はアルファベットに対しウラノイドのゾーンはα（アルファ）・β（ベータ）とギリシャ文字となっている
最初はゾーンαの5ラウンドのみ（5ラウンドを終えると自動的にゲームオーバー）となっており、クリアゲームと違ってオプションのショップでゾーンを買うとウラノイドの続きができる。ゾーンβ〜ζ（ゼータ）までは1,000ゲームポイント、ゾーンη（イータ）、θ（シータ）、ι（イオタ）はボスラウンドがあり各1,500ゲームポイントで売られている。ただし、最初から全部一遍に買えるわけではなく、最初は次のステージβだけが買え、ステージβを買うとその次のステージγ（ガンマ）と次々に買えるようになる。

## アルカノイド プラス
『アルカノイド プラス』 (ARKANOID Plus!) は、2009年5月26日より2019年1月31日までダウンロード販売開始されていたWiiウェア用ソフト。全61ラウンド。VSモード（CPU戦および2人用）や、時間制限のあるタイムリミットモードを収録している。ニンテンドーWi-Fiコネクション有料サービスにより、追加の61ステージの購入が可能であった。

### 追加、変更アイテム
- ブレイク: 取得するとボールが消え、強制的に脱出してラウンドクリアになる。
- バニッシュ: このアイテムを取った後に、エナジーボールが当たったブロックと同色のブロックが全て消える

## アトラクション版
TBSで2009年（平成21年）4月5日に放送されたテレビ番組『DOORS 2009春』のアトラクションのひとつとして、アルカノイドが登場した。操作は足元のセンサーを用いて行い、プレイヤーが左右に移動するとそれにあわせてバウスも左右に移動し、プレイの様子は巨大モニターで映し出される。バウス3機を失うまでに得たスコアを競う。出現アイテムはディスラプション・エキスパンドのみ。
また、東京都港区赤坂の赤坂サカスで2009年3月20日から4月19日まで開催されていた春のイベント『花Sacas』でも、『DOORS』の番組体験アトラクションとしてアルカノイドがプレイできた。プレイ料金は1回300円。

## 関連作
- スペースインベーダーDX：パロディモードの6面で登場する。
- 爆笑!!人生劇場：ミニゲームとして登場。
- 携帯電話ゲーム：4作目を除く各作品が移植され、新作のステージが多数用意されている。
- メガブラスト：3面と8面の中ボスとして登場する。
- レインボーアイランド：ノーマルバージョンはワールド5がDOHアイランド。エキストラバージョンはワールド4がDOHアイランド。
- まわすんだー!!：ハンドルを回してバウスを操作する。

## 亜流
- アレイウェイ（任天堂）

ゲームボーイのローンチタイトル。
- ウッディポップ 新人類のブロック崩し（セガ、1987年）

セガマークIII用ソフト。専用のパドルコントローラ付属。当時主流の『セガゴールドカートリッジ』ではなく『マイカードマークIII』で発売され、マイカードマークIII最後の作品である。1991年にはゲームギアに移植、2007年にはフィーチャーフォン向けアプリとして配信開始。
- ガンバリッチ（彩京、2002年）

アーケード作品。パドルではなくフリッパーとなっていて打ち返したボールのコントロールができるようになっている。
- ギガス（セガ）

アーケード作品。ブロックがクリスタル。のちにステージ構成を変更した『ギガスMkII』も発売。
- クエスター（ナムコ）

アーケード作品。1987年9月よりナムコから出荷。全33ラウンド。アイテムを出すブロックの位置には乱数要素がなく、毎回同じとなっている。増殖するブロックなどのアイデアが盛り込まれた。ユーザーからブロック配置を募集するコンテストが行われ、後日その入賞作を盛り込んだバージョンも登場した。家庭用ゲーム機への移植は、2009年12月にWiiのバーチャルコンソールアーケードとして「ナムコクエスター」に改題し発売されたのが初である。
- ゴークス（東亜プラン、1991年）

アーケード作品。ボンバーが使えるようになっており、ボスキャラクターも多く登場する。
- THEブロックくずし（テクモ）
- 雀棒（SNK）

ブロックが麻雀牌、パドルが点棒になっている変り種。画面に配牌表示され、ボールを牌に当てると落下、パドルで受けるとツモることができ（捨て牌は自動選択）、アガリ牌をツモるか画面上の牌をすべて落とすとクリア。ただし、画面上の牌をすべて落としてのクリア（流局）の場合、ペナルティとして次のステージのパドルが1万点棒から短い1,000点棒に変化する。アーケード版とファミコン版がある。アーケード版では後に、アガリ牌をツモってクリアすると脱衣麻雀同様に脱衣する要素を追加したバージョンが登場した。
- ピタゴラスの謎（セガ/ナスコ）
- 対戦ブロックくずし さるかにハムぞう（カネコ）
- 謎の壁 ブロックくずし（コナミ）

ファミリーコンピュータ ディスクシステム用ソフト。アルカノイドのファミコン版よりも先に発売された。
- プチカラット（タイトー）

対戦落ちものパズルの要素を取り入れた作品。対戦形式でないシングルモードではランダム要素が一切なく、精密に完全に同じプレイをすれば、全く同じ結果を出すことが可能。
- ブロックカーニバル（VISCO、1992年）

アーケード作品。パドルがステテコ姿の中年男性と肥満体のサラリーマンとなっている。
- ブロックギャル（セガ/ビック東海）

『くりいむレモン』の亜美風のキャラなどを用いた脱衣ブロックくずし。
- ブロックブロック（カプコン）

大塚製薬とタイアップし、ゲーム中にオロナミンCの広告が表示される。
- ブロック ブレーカー デラックス（ゲームロフト）

初出は携帯電話ゲーム。ナイトライフシーンがモチーフで、ミラーボールやスロットマシーンがボスキャラとして登場。